# Bob Schul
Robert Keyser "Bob" Schul, född 28 september 1937 i West Milton i Miami County, Ohio, död 16 juni 2024 i Middletown, Ohio, var en amerikansk friidrottare inom långdistanslöpning.
Schul blev olympisk mästare på 5000 meter vid olympiska sommarspelen 1964 i Tokyo.